# Ain’t That a Shame
«Ain’t That a Shame» (также «Ain’t It a Shame») — песня, написанная Фэтсом Домино и Дейвом Бартоломью. Выпущенная Фэтсом как сингл на Imperial Records в 1955 году, она стала хитом, в итоге продавшись в миллионе экземпляров. Сингл достиг 1 места в чарте Black Singles и 10 места в чарте Pop Singles журнала «Билборд».
В списке 500 величайших песен всех времён по версии журнала «Rolling Stone» песня «Ain’t That a Shame» в исполнении Фэтса Домино находится на 438 месте. Кроме того, она входит в составленный Залом славы рок-н-ролла список 500 Songs That Shaped Rock and Roll.
Также песня попадала в чарты в перепевках других артистов, в частности, Пэта Буна.
В 1963 году 22 места в США достигла версия группы The Four Seasons.
Это была первая песня, которую научился играть Джон Леннон. Позже он включил кавер этой песни в свой альбом Rock 'n' Roll.

## Чарты (версия Cheap Trick)
| Чарт (1979)              | Наив. поз. |
| ------------------------ | ---------- |
| США (Billboard Hot 100)  | 35         |
| Канада (RPM Top Singles) | 10         |
| Нидерланды               | 25         |
| Новая Зеландия           | 24         |